# 대한민국-알바니아 관계
대한민국과 알바니아는 1991년 8월 22일에 외교 관계를 수립하였다. 알바니아를 기점으로, 대한민국은 동유럽 국가들과 외교 관계 수립을 완료하게 된다. 두 국가 모두 대사관을 상대국 수도에 두고 있지 않고, 겸임 대사관을 운영하고 있다. 대한민국에서는 주그리스 대한민국 대사관이 알바니아를 겸임하며, 알바니아에서는 주중국 알바니아 대사관이 대한민국을 겸임한다.

## 연혁
- 1991년 외교관계 수립[1][2]
- 2004년 EDCF 지원 협정 체결

## 같이 보기
- 대한민국의 대외 관계